# Municipio de Chardon
El municipio de Chardon (en inglés: Chardon Township) es un municipio ubicado en el condado de Geauga en el estado estadounidense de Ohio. En el año 2010 tenía una población de 4585 habitantes y una densidad poblacional de 77,61 personas por km².

## Geografía
El municipio de Chardon se encuentra ubicado en las coordenadas 41°37′5″N 81°15′00″O / 41.61806, -81.25000. Según la Oficina del Censo de los Estados Unidos, el municipio tiene una superficie total de 59.08 km², de la cual 58,74 km² corresponden a tierra firme y (0,57 %) 0,33 km² es agua.

## Demografía
Según el censo de 2010, había 4585 personas residiendo en el municipio de Chardon. La densidad de población era de 77,61 hab./km². De los 4585 habitantes, el municipio de Chardon estaba compuesto por el 97,32 % blancos, el 0,96 % eran afroamericanos, el 0,13 % eran amerindios, el 0,74 % eran asiáticos, el 0,13 % eran de otras razas y el 0,72 % eran de una mezcla de razas. Del total de la población el 0,81 % eran hispanos o latinos de cualquier raza.